# موئینچیسکو
موئینچیسکو (لهستانی: Młyńczysko؛ ‏[mwɨɲˈt͡ʂɨskɔ]) یک منطقهٔ مسکونی در گمینا کودرانب است که در شهرستان رادومسکو استان ووتسکی لهستان واقع شده‌است. این منطقه مسکونی در ۳ کیلومتری شرق کودرانب، ۱۵ کیلومتری شرق رادومسکو و ۷۸ کیلومتری جنوب ووچ واقع شده‌است.